# Estola misella
Estola misella är en skalbaggsart som beskrevs av Bates 1884. Estola misella ingår i släktet Estola och familjen långhorningar.
Artens utbredningsområde är:
- Belize.
- Guatemala.
- Honduras.
- Panama.

Inga underarter finns listade i Catalogue of Life.